# Petru Pop
Petru Pop (n. 1 martie 1939) este un fost senator român în legislatura 1990-1992 ales în județul Argeș pe listele partidului FSN. În cadrul activității sale parlamentare, Petru Pop a fost membru în grupurile parlamentare de prietenie cu Republica Islamică Iran, Republica  Polonă și Republica Franceză-Senat.